# Ancistrus occloi
Ancistrus occloi är en fiskart som beskrevs av Eigenmann 1928. Ancistrus occloi ingår i släktet Ancistrus och familjen Loricariidae. Inga underarter finns listade i Catalogue of Life.